# Дмитриј Назаров
Дмитриј Јуревич Назаров (рус. Дми́трий Ю́рьевич Наза́ров) (4. јул 1957, Руза, Московска област) је познати руски филмски, телевизијски и позоришни глумац. Најпознатији је по улогама у филмовима Концерт, Завера у Бурми и телевизијској серији Кухиња (као Виктор Петрович).

## Биографија
Рођен је 4. јула 1957. године у Рузи, Московска област. У раној младости, пре почетка прочетка професионалног бављења глумом, радио је као пекар. Завршио је Вишу глумачку школу у Москви, 1980. године. У периоду од 1980-1995 године био је активни члан Малог позоришта у Москви, где је остварио око 60 улога. Након тога, наставио је позоришну каријеру и играо у позориштима Сфера, Руска Армија и у Московском уметничком театру од 2003. године. 
Женио се три пута, из брака са првом женом, Наталијом Назаровом има једно дете, Нину Назарову. Други брак склопио је са Наталијом Краснојарскајом, а трећи са руском глумицом Олгом Васиљевом, са којим има сина Арсенија и ћерку Арину.

## Филмографија
| Год.   | Назив                                            | Улога                             |
| ------ | ------------------------------------------------ | --------------------------------- |
| 1980-е |                                                  |                                   |
| 1989.  | Реци ми, Јупитер! (кратки филм)                  | глас                              |
| 1990-е |                                                  |                                   |
| 1992.  | Памтити цензуру није дозвољено                   | милиционер                        |
| 1992.  | Мелочи жизни (серија)                            |                                   |
| 1993.  | Територија                                       | Тунин                             |
| 1994.  | Сањари из древног Угора                          |                                   |
| 1994   | Лов                                              |                                   |
| 2000-е |                                                  |                                   |
| 2002.  | Закон (серија)                                   | Иван Скилар, судија               |
| 2002.  | Обућар                                           |                                   |
| 2004.  | Тамна ноћ                                        |                                   |
| 2004.  | Црвена капела (серија)                           | Лео Гросфогељ                     |
| 2004.  | Штрафбат (серија)                                | Михаил                            |
| 2005.  | Пуном паром напред! (серија)                     | Михаил                            |
| 2005.  | Златно теле                                      | Адам Козлевић                     |
| 2006.  | Кнез Владимир                                    | Адам Козлевић                     |
| 2006.  | Позив                                            | Алексеј Кромов                    |
| 2006.  | Дан новца                                        |                                   |
| 2009.  | Концерт                                          | Александар Саша Абрамович         |
| 2010-е |                                                  |                                   |
| 2011.  | Завера у Бурми                                   | Виргил Назачов                    |
| 2011.  | Јељцин - Три дана августа                        |                                   |
| 2012.  | Шпијун                                           | Нађин отац                        |
| 2012.  | Откриће (серија)                                 |                                   |
| 2012.  | Кухиња (серија)                                  | Виктор Баринов                    |
| 2013.  | Док село спава (серија)                          | Григориј Сотник                   |
| 2013.  | Мобиус                                           | Инзирило                          |
| 2013.  | Земља добре деце                                 |                                   |
| 2014.  | Ладога                                           | мајор Евгениј Анатољевич Кулјасов |
| 2014.  | Кухиња у Паризу                                  | Виктор Баринов                    |
| 2015.  | Позив у помоћ, Деда мраз или ће се све остварити | Иван Васиљевич                    |
| 2017.  | Кухиња-последња битка                            | Виктор Баринов                    |

## Награде
- 1993 — Почаствовани глумац Руске Федерације[5]
- 1998 - Награда Кристални Турандот за најбољу мушку улогу у позоришној сезони 1997/1998
- 2000 — Награда Уметници Руске Федерације за велике заслуге у развитку позоришне уметности
- 2005 — Награда Галеб за најбољу мушку улогу у филму Маска Зороа